# Wyn Morris
Wyn Morris (* 14. Februar 1929 in Trellech; † 23. Februar 2010 in London) war ein walisischer Dirigent und Chorleiter.

## Leben
Morris studierte in London an der Royal Academy of Music, am Mozarteum in Salzburg bei Igor Markewitsch und erhielt den Kussewizki-Preis in Tanglewood. 1965 gründete er die Symphonica of London, mit der er viele seiner Projekte im Konzertleben und auf Schallplatteneinspielungen verwirklichte. Von 1968 bis 1970 leitete er die Royal Choral Society, und von 1969 bis 1974 die Huddersfield Choral Society. Er arbeitete ferner regelmäßig mit dem London Symphony Orchestra und dem Philharmonia Orchestra zusammen.

## Tonaufnahmen
Morris galt als Spezialist für die Werke Gustav Mahlers. Er nahm den Großteil von dessen Hauptwerken (außer den Sinfonien 3, 6 und 7) auch auf Tonträger auf. Am auffälligsten erscheinen beim erstmaligen Hören seiner Mahler-Aufnahmen die teilweise sehr breiten Tempi, die aber niemals spannungslos oder willkürlich gewählt erscheinen:
- 1. Sinfonie (New Philharmonia Orchestra) (erste Aufnahme der fünfsätzigen Version von 1893 – also die frühe Instrumentierung der Tondichtung "Titan") (1970) (59:15 Min)

- 2. Sinfonie (Symphonica of London) (Symphonica, 1974) (sehr persönliche und in den Ecksätzen breit angelegte Interpretation - Kopfsatz 24:30 Min / Finale 37:20 Min) (91 Min)

- 4. Sinfonie (London Symphony Orchestra mit Patricia Rozario, Sopran) (1989) (65:15 Min)

- 5. Sinfonie (Symphonica of London) (Symphonica, 1974) (mit Farberman die breiteste aller Tonträger-Interpretationen - nochmals 2:30 Min länger als Barbirolli und Tennstedt) (77:15 Min)

- 8. Sinfonie (Symphonica, 1971) (maßstabsetzende Interpretation in Klarheit der Darstellung von Motivik, Harmonik und Farbigkeit - 1.Teil 24:30 Min, 2.Teil 66:30 Min) (93 Min)

- 9. Sinfonie (Symphonica of London) (Symphonica, 1978) (91:40 Min)

- 10. Sinfonie (New Philharmonia Orchestra) (Phillips, 1972) (Ersteinspielung von Deryck Cookes "Aufführungs-Version" in dessen zweiter Fassung der 10. Sinfonie) (84:40 Min)

- "Lieder eines fahrenden Gesellen" (Symphonica of London mit Roland Herrmann, Bariton) (Symphonica, 1974)

- Zwölf "Wunderhornlieder" (London Philharmonic Orch mit Janet Baker, Mezzosopran und Geraint Evans, Bariton) (Delysé, 1966)

- "Das Klagende Lied" (New Philharmonia Orch) (revidierte Fassung von Das klagende Lied, also ohne den ersten Teil "Waldmärchen") (Delysé, 1967)

Mahler CD-Veröffentlichungen der Sinfonien 1 (EMI, akzeptabler CD-Transfer), 4 (Collins, digital), 5 (Collins und IMP, sehr guter CD-Transfer), 8 (IMP, akzeptabler CD-Transfer - leider mit unnötiger Unterteilung des zweiten Teils), 9 (IMP, unbefriedigender CD-Transfer) und die "Lieder eines fahrenden Gesellen" (IMP), die "Wunderhornlieder" (IMP und Nimbus) und "Das Klagende Lied" (IMP und Nimbus) sind teilweise noch auf dem Secondhand Markt verfügbar. Die Aufnahme der 10ten Sinfonie ist in einem sehr guten japanischen Transfer (2019) auf dem ersten Markt erhältlich. Wyn Morris Aufnahme der 2ten Sinfonie ist bis jetzt noch nicht auf CD erschienen, aber als Secondhand Symphonica Doppel-LP erhältlich.
Zudem spielte der Dirigent Wyn Morris den gesamten Zyklus der neun Sinfonien Ludwig van Beethovens – samt Barry Coopers Vervollständigung der 10. Sinfonie – 1987/88 mit dem London Symphony Orchestra in digitaler Technik auf CD ein. Wie bei den Sinfonien Mahler durchleuchtet der Dirigent auch bei Beethoven neben motivischer Arbeit und Struktur besonders die Harmonik und Klangfarben. Die Tempi und Tempoverhältnisse (tendenziell eher gemäßigt) erscheinen aber nicht so ungewöhnlich wie manchmal bei Mahler. Ganz im Sinne Furtwänglers entsteht auch hier jedes Werk (auf unaufdringliche und rein musikalisch aufmerksame Art) in seiner eigenen inneren Aussage oder Wahrheit. Dieser überzeugende und interpretatorisch wichtige Beethoven-Zyklus ist beim Label Musical Concepts in sehr guter Klangqualität veröffentlicht und in Deutschland noch zu entdecken.
Zudem gibt es noch andere bedeutsame Einspielungen, die auf CD erhältlich sind – u. a.:
- Beethoven 2. und 4. Klavierkonzert (mit Charles Rosen, Klavier) (1978)

- Bruckner "Helgoland" (mit The Ambrosian Male Chorus) (1978)

- Wagner "Das Liebesmahl der Apostel" (mit The Ambrosian Male Chorus) (1978)

- Rachmaninoff 2. Klavierkonzert und Paganini-Variationen (mit David Golup, Klavier) (1978)

- Chausson "Poeme de L’amour et de La Mer" (mit Janet Coster, Mezzosopran und The Ambrosian Ladies Chorus) (1977)

- Debussy "La Demoiselle Elue" (mit Monserrat Caballe, Sopran) (1977)

Wyn Morris war ein bedeutender Dirigent, dessen nicht allzu umfangreiches, aber bemerkenswertes diskographisches Erbe auf dem europäischen Festland noch seiner Entdeckung harrt.